# Néa Sinópi
Néa Sinópi är en ort i Grekland.   Den ligger i prefekturen Nomós Prevézis och regionen Epirus, i den centrala delen av landet, 290 km väster om huvudstaden Aten. Néa Sinópi ligger 53 meter över havet och antalet invånare är 563.
Terrängen runt Néa Sinópi är platt åt sydost, men åt nordväst är den kuperad. Havet är nära Néa Sinópi åt sydväst.Runt Néa Sinópi är det ganska glesbefolkat, med 42 invånare per kvadratkilometer. Närmaste större samhälle är Preveza, 14,2 km söder om Néa Sinópi. Trakten runt Néa Sinópi består till största delen av jordbruksmark.